# 張篤倫
張 篤倫（ちょう とくりん、繁体字: 張篤倫; 簡体字: 张笃伦; 拼音: Zhāng Dŭlún; ウェード式: Chang Tu-lun、1892年（清光緒18年） - 1958年（民国47年）10月2日）は、中華民国の軍人・政治家。鄂軍（湖北陸軍）出身で初期から孫文（孫中山）を支持し、後に国民政府（国民革命軍）に加わった。字は伯常。

## 事跡

### 清末民初の活動
清末に湖北武昌陸軍第三中学に入学し、このときに中国同盟会に加入した。1911年（宣統3年）10月に武昌起義（辛亥革命）が勃発すると、張篤倫は上海に赴き陳其美の下で上海警衛司令に任ぜられている。11月、武漢に戻り、黄興から鄂軍総司令部参謀に任ぜられた。中華民国成立後、張は鄂軍第5師副官長に任ぜられる。1915年（民国4年）、湖北出身の晋北鎮守使孔庚から参謀として起用された。このときに夏斗寅と親交を結んでいる。
翌年、張篤倫は一時山西に赴き山西軍に加わったが、まもなく帰郷し鄂軍第1師参謀長に任ぜられている。1917年（民国6年）、石星川が孫文（孫中山）の護法運動に呼応して組織した湖北靖国軍第1軍に張と夏斗寅も加入、張は参謀長となっている。まもなく北京政府の湖北督軍王占元が派遣してきた呉光新に石の軍は殲滅されてしまい、張と夏は岳州（湖南省）まで退却している。新たに擁立した南方政府派の鄂軍総司令李書城の下で張は第1梯団団長、夏は第2梯団団長にそれぞれ任ぜられた。

### 北伐期から日中戦争期にかけて
1919年（民国8年）、張篤倫は何成濬と共に広東に向かい、広東海疆軍第1混成旅参謀長に任命され、さらに旅長代理も務めた。しかし同年9月に辞任してしばらく雌伏することになる。1923年（民国12年）に四川へ移り、頼心輝率いる四川辺防軍で高級参謀に起用され軍人として復帰した。しかしこれ以降、張は前線指揮官としての任を請け負うことはほとんど皆無となる。翌年、広東省に再び赴き、孫文と対面している。1926年（民国15年）秋、張は四川各軍を代表して蔣介石との交渉を担当し、北伐への呼応と易幟を話し合った。11月、漢口へ移り、漢口市公安局局長、市長代理と歴任したが、翌年に辞職して四川へ戻っている。
1929年（民国18年）、張篤倫は陸軍第5路軍第9軍副軍長に任ぜられ、9月には国軍編遣委員会直轄第1編遣分区弁事処委員に移った。1932年（民国21年）6月、国民政府軍事参議院中将参議に任ぜられ、翌月には蒙蔵委員会委員も兼ねている。1936年（民国25年）6月、陝西省第6行政督察専員兼保安司令に任ぜられた。1938年（民国27年）9月、軍事委員会委員長重慶行営弁公庁副庁長となり、翌年2月に西昌行営主任として起用されている。1940年（民国39年）11月、川康経済建設委員会が新設されると委員に任ぜられ、翌月に陸軍中将の位を授与された。1945年（民国34年）5月、中国国民党第6期中央監察委員候補に当選している。

### 国共内戦への消極姿勢
日中戦争終結直後、蔣介石ら国民政府首脳が雲南省政府主席竜雲を武力で罷免しようと西昌で計画を立案した際には、張篤倫が機密保持の任を担い、これにより蔣の信任を得ている。1945年11月、張は重慶市長に起用された。しかし張は国共内戦推進に積極的でなく、中国民主同盟を支持する重慶市参議会議長胡子昂らと協力して言論の自由を認め、さらに市政建設を推進した。その後も張は国民大会代表や立法院立法委員などを歴任している。
1948年（民国37年）4月、張篤倫は湖北省政府主席に移り、9月には華中剿匪総司令部政務委員会委員を兼ねた。張篤倫は重慶市長時代と同様に内戦反対派の言論の自由を認め、彼らと華中剿匪総司令白崇禧との周旋をするなど湖北和平運動に助力した。しかし、白はあくまで李宗仁の副総統当選までの時間稼ぎとしかこの運動を考えておらず、李当選後は内戦を積極展開するようになる。これに不満を抱いた張は、西南軍政長官張群からの勧誘を機として1949年2月に省政府主席を辞任、6月には西南軍政長官公署政務委員会委員兼秘書長に移った。内戦最末期に中国人民解放軍が重慶に迫ると張篤倫は香港に逃れ、さらに台湾に移った。台湾では張は完全に引退し、政界との関わりを全く断っている。
1958年（民国47年）10月2日、台北市にて病没。享年67。

## 注
1. ↑  徐友春主編『民国人物大辞典 増訂版』1887頁、劉国銘『中国国民党百年人物全書』1243頁による。高衛華「張篤林」491頁は「1894年8月11日」としている。